# Guacamai de Spix
El guacamai de Spix (Cyanopsitta spixii) és l'únic membre del gènere Cyanopsitta. Es creu que s'ha extingit en estat salvatge, però existeixen diversos programes de cria. El seu hàbit natural, molt restringit a causa de la seva dependència de l'arbre Tabebuia caraiba en què niava, era el Brasil.

## Descripció física
El seu plomatge inclou diversos matisos blavosos, sent el cap, les ales i la cua més pàl·lids que la resta del cos. La part inferior de les ales i la coa són de color negre. Té una “màsquera” nua de pell facial de color gris, a vegades blanca. El bec és completamente negre, excepte en els jóvens, que tenen una franja blanca al centre.